# Pityohyphantes hesperus
Pityohyphantes hesperus är en spindelart som först beskrevs av Chamberlin 1920.  Pityohyphantes hesperus ingår i släktet Pityohyphantes och familjen täckvävarspindlar. Inga underarter finns listade i Catalogue of Life.